# Raffaele Iacovino
Raffaele Iacovino (San Severo, 9 dicembre 1934 – Roma, 8 febbraio 1999) è stato uno scrittore e storico italiano studioso dei fenomeni sociali e politici del territorio, in particolare delle lotte del proletariato agricolo a cavallo tra Ottocento e Novecento. Medico di professione, è stato anche attivamente impegnato in politica.

## Il medico
Dopo gli studi classici al liceo Matteo Tondi di San Severo, dove inizia la sua militanza socialista, nel 1958 si laurea in medicina e chirurgia alla Sapienza di Roma, specializzandosi poi in gastroenterologia. Spinto da forti idealità, rinuncia alla carriera universitaria per esercitare la professione "in trincea" come medico condotto e ufficiale sanitario di Roseto Valfortore, piccolo borgo situato tra i monti della Daunia e privo di qualsiasi struttura medica. Rientrato a San Severo, si dedica alle ricerche epidemiologiche e, fra il 1967 e il 1970, entra a far parte dei consigli d'amministrazione delle locali Opere Pie Riunite, dell'Ospedale Civile e dell'Orfanotrofio.

## Il politico
Divenuto dirigente del partito socialista, ad agosto 1972 è nominato sindaco della città alla guida di una giunta socialista e comunista. Nonostante la brevità del suo mandato (si dimette nel marzo 1974 per un accordo di alternanza), si fa promotore di molteplici iniziative, in particolare quelle legate alla sanità e ai servizi sociali, come l'assistenza domiciliare agli anziani, la creazione di numerose scuole materne, l'istituzione del servizio di "guardia medica" nei giorni festivi, l'impulso alla nascita di una sede locale dell'Associazione italiana assistenza spastici e, soprattutto, il successo nel contrastare l'ondata di colera che nel 1973 colpisce Campania e Puglia. In campo culturale riorganizza la Biblioteca comunale Alessandro Minuziano trasferendola con il Museo civico e il Centro di studi sanseveresi di storia e archeologia in una sede più ampia e rilancia il Teatro Verdi.
Nondimeno l'esperienza amministrativa logora il suo impegno politico tanto da indurlo, unitamente al travaglio interno dei socialisti e al diffondersi del trasformismo e degli scandali del malgoverno, ad allontanarsi dal partito nei cui confronti matura un atteggiamento rigorosamente critico. Anche se non rinnegherà mai le idealità dell'umanitarismo socialista, Iacovino lascia la politica attiva rifugiandosi nello studio e nella ricerca storica.

## Lo storico
A partire dal 1977 pubblica infatti vari saggi, in particolare sulle lotte contadine nel Mezzogiorno e di analisi socio-politica, alcuni dei quali realizzati in collaborazione con la moglie Assunta Facchini:
- 23 marzo 1950. San Severo si ribella (prefazione di Lelio Basso), Milano, Teti, 1977. ISBN 88-7039-128-0.[6]
- 1946 Democrazia-Qualunquismo. La rifondazione ed il ruolo dei Partiti democratici all'indomani della Liberazione, Roma, Grafica Barberini, 1981.
- con Assunta Facchini, Proletariato agricolo e movimento bracciantile in Capitanata. 1861-1950, da Mucci a Cannelonga, Manduria, Lacaita, 1982.
- con Assunta Facchini, Leone Mucci, il difficile cammino del socialismo. Una biografia politica attraverso la storia di San Severo, 1895-1946 (prefazione di Carlo Vallauri), Cavallino di Lecce, Capone editore, 1989.
- con Assunta Facchini, Le origini dei partiti in Capitanata (1860-1926), Foggia, Leone editrice, 1994.
- Luigi Schingo. Artista tradizionalista, moderno, San Severo, Gerni editori, 1997.
- "Impegno politico e passione civile nel cattolico Raffaele Recca", in La Capitanata, n. 5, 1997, pp. 293–302 (consultabile anche sul sito della Biblioteca provinciale di Foggia).
- Ritratti. Alcuni protagonisti della storia di San Severo (introduzione e note di Assunta Facchini), Foggia, Centrografico Francescano, 2002 (postumo).

Isolatosi per scelta dalla politica, Iacovino non rinuncia però a esprimere il proprio impegno civico e sociale dedicandosi alla redazione della rivista culturale Proposte e scrivendo articoli, spesso polemici, su Il Corriere di San Severo, dove pubblica anche brevi monografie di alcune personalità illustri come Nino Casiglio o Raffaele Recca. Benché colpito dal cancro, si fa promotore di un comitato per la rivalutazione culturale dell'artista Luigi Schingo con la creazione di una pinacoteca riservata alle sue opere e contribuisce attivamente al progetto per l'istituzione di una libera università della Daunia.

## Riconoscimenti
Dopo la sua morte, il comune di San Severo gli ha intitolato una via nel nuovo quartiere Città Giardino.
Per la sua attività professionale di medico, e in particolare per l'aiuto prestato ai colleghi più giovani, l'AMMI (Associazione Mogli Medici Italiani) gli ha intitolato nel 2003 il premio per neolaureati distintisi nel campo della ricerca e delle pubblicazioni.